# 無余
無余（？—前361年），古本《竹書紀年》稱初無余之、莽安，《越世家》稱之侯，是戰國時期越國的君主，其君錯枝讓位後繼承為君主，前372年至前361年在位12年去世。
卿大夫寺區平定內亂，因為越王錯枝力求逃離此王位，所以翌年大夫寺区立族人無余之為越王。